# Die Regimentstochter (1953)
Die Regimentstochter ist ein österreichischer Heimatfilm von Georg C. Klaren aus dem Jahr 1953. Er entstand nach Motiven der Oper La fille du régiment von Gaetano Donizetti.

## Handlung
Tirol im Jahr 1811: Vor 19 Jahren fanden die Soldaten des Tiroler Schützenregiments während eines Kampfs ein Baby namens Marie, das sie bei sich aufnahmen, da die Eltern nicht gefunden werden konnten. Nur ein Brief in italienischer Sprache fand sich beim Kind. Dieses ist nun nach 19 Jahren zu einer schönen, wenn auch burschikosen Frau herangewachsen, der alle 1500 Männer des Regiments ihre Väter sind, auch wenn sie geschworen hat, eines Tages einen von ihnen zum Mann zu nehmen.
Zwar herrscht scheinbar Frieden in Tirol, doch brodelt es im Untergrund. Die Tiroler haben sich Napoléon Bonapartes Männern ergeben, die zuvor Feinde waren. Auf Napoléons Befehl hin sollen nun stattdessen die Tiroler Freiheitskämpfer bekämpft werden. Der junge Toni, der zu den Freiheitskämpfern gehört, schmuggelt sich in das Tiroler Schützenregiment als Soldat ein, um die Männer des Regiments für den Freiheitskampf zu gewinnen. Er verliebt sich in Marie.
Der Anführer des Regiments Sulpiz hält eine Kutsche an, die das Gebiet passieren will. In der Kutsche sitzt die Marquise, die sich als Tante von Marie entpuppt. Ihr Bruder, der Vater von Marie, ist verstorben, hatte ihr jedoch die Vormundschaft über seine Tochter übertragen. Die Marquise zwingt Marie, mit ihr aufs Schloss zu kommen und sich hier zu einer vornehmen Dame ausbilden zu lassen.
Auf dem Schloss hat Marie es schwer, kann sie doch weder hochdeutsch sprechen, noch sich gewählt ausdrücken und die Angewohnheiten ablegen, die sie sich während 19 Jahren als Regimentstochter angeeignet hat. Sulpiz kommt auf das Schloss, ist er doch dem fortziehenden Regiment nicht gefolgt. Er soll vor Ort bleiben, um die Verbindung von Regiment zu Freiheitskämpfern aufrechtzuerhalten. Die Monate vergehen und im Jahr 1813 ist Napoléon auf dem Rückzug. Die Marquise hat endlich eine standesgemäße Ehe für Marie organisiert: Sie soll den Sohn der Herzogin heiraten. Anschließend will die Marquise mit ihrer Familie und den Angestellten nach Italien gehen, wo sie vor den Tirolern in Sicherheit sind. Bevor dies jedoch in die Tat umgesetzt werden kann, stürmen die Männer des Tiroler Schützenregiments das Schloss. Marie kehrt zum Regiment zurück und kann nun endlich mit ihrer großen Liebe Toni zusammen sein.

## Produktion
Die Oper Die Regimentstochter wurde durch Georg C. Klaren im Stil eines Heimatfilms verfilmt. Er betonte die Liebesgeschichte und integrierte Landschaftsaufnahmen Tirols in die Handlung, auch wenn eingeschobene Gesangspartien aus der Oper die Grundlage des Films nicht vergessen lassen. Für einen Heimatfilm typisch siegt auch in Die Regimentstochter die „natürlichere“ Beziehung – hier zwischen Marie und dem Bauern Toni – über die vornehme Ehe mit dem Herzogssohn. Die beiden Hauptdarsteller Lindner und Schmid hatten bereits 1950 in Der Seelenbräu als Liebespaar vor der Kamera gestanden.
Die Regimentstochter entstand in den Rosenhügel-Filmstudios der Wien-Film, die Außenaufnahmen stammen von der Rax. Die Uraufführung fand am 25. September 1953 in Innsbruck statt. In der DDR wurde der Film erstmals am 31. Dezember 1953 (Ost-Berlin) aufgeführt und damit früher, als in der Bundesrepublik Deutschland, wo der Film erstmals am 18. März 1954 in München lief.

## Kritik
Für das Lexikon des Internationalen Films war Die Regimentstochter ein „mittelmäßiger österreichischer Film nach Motiven der Donizetti-Oper“.